# يان موريس (لاعب كريكت)
يان موريس (بالإنجليزية: Ian Morris)‏ (27 يونيو 1946 في المملكة المتحدة - ) هو لاعب كريكت بريطاني.

## وصلات خارجية
- يان موريس على موقع إي آس بي آن كريك إنفو (الإنجليزية)